# サンエス (菓子卸売企業)
株式会社サンエスは、かつて東京都足立区に本社を置いていた菓子専門の卸売企業である。

## 概要
日本の大手・中小菓子メーカーから商品を仕入れ、日本全国のスーパーマーケット、コンビニエンスストア、100円ショップなどへ広く流通させていた。菓子の輸出入やプライベートブランド商品の開発も手掛ける。
2002年（平成14年）発売のチューイングキャンディーかむかむは、口コミによりヒット商品となった。
2004年（平成16年）には元役員の投資失敗で損失を出し、23億円の第三者割当増資を三菱商事が引き受け傘下になる。2012年（平成24年）4月1日には同じ三菱商事グループのフードサービスネットワークおよびリョーカジャパンと共に三菱食品に吸収合併された。

## 沿革
- 1935年（昭和10年） - 創業。
- 1948年（昭和23年） - 株式会社三ヱス商会を設立。
- 1964年（昭和39年） - 株式会社三ヱスに社名変更。
- 1982年（昭和57年） - 株式会社サンエスに社名変更。
- 2004年（平成16年） - 三菱商事より出資を受け、増資。
- 2011年（平成23年） - 下請会社に対し、代金の不当な減額を行っていたとして、公正取引委員会から再発防止勧告を受ける[4][5]。
- 2012年（平成24年） - 三菱食品に吸収合併される。

## 主な仕入先
ロッテ商事、明治製菓、森永製菓、江崎グリコ、不二家、カルビー、ブルボン

## 主なプライベートブランド
- かむかむ（チューイングキャンディー）
- 生活志向